# Sant Jaume de Mollerussa
Sant Jaume de Mollerussa és una església del municipi de Mollerussa (Pla d'Urgell) de mitjan segle xx inclosa com a monument en l'Inventari del Patrimoni Arquitectònic de Catalunya. Reemplaça una església anterior que va ser malmesa a la Guerra Civil.

## Descripció
L'església parroquial de Mollerussa mostra a primera vista una clara influència italiana. Inspirada en la forma d'església basilical tradicional, consta de tres cossos principals: el central o part de l'església, el campanar (segueix el corrent italià de situar-lo als peus), independent de la part central, i un edifici de planta octogonal de clara inspiració dels baptisteris italians, (encara que mai no va tenir aquesta funció).
A tot el conjunt s'hi accedeix mitjançant una escalinata. El cos central presenta a la part inferior un atri porticat amb cinc arcades. Dins d'aquest hi ha tres portes, la central coronada per un frontó. La part superior de l'edifici central va decorada amb arcuacions que emmarquen els finestrals. El campanar segueix la decoració de les arcuacions i dels arcs cecs. Tot el conjunt és realitzat amb maó, material que l'hi dona un aire de lleugeresa.
L'interior de l'església, fou concebuda per l'arquitecte Isidre Puig i Boada (1891-1987), respon als principis clàssics de les basíliques italianes. Tres naus formen l'interior de l'església, amb la central més alta que les laterals, les quals s'obren a la nau central mitjançant set columnes (amb marcada èntasi) que, amb un capitell de fractura coríntia, suporten sis arcs de mig punt. A les parets laterals s'hi dibuixen, en forma de compartiments de retaule, unes capelletes que emparen les imatges dels sants i Verges venerats pels mollerussencs; aquestes són simètriques als arcs que separen les naus.
La nau central, amb una diferència d'altura acusada respecte a les laterals, té tres nivells; el primer nivell arriba fins a l'acabament dels arcs; el segon nivell neix amb un llistó i arriba fins al tercer, el qual és emmarcat per les finestres de mig punt que són l'única entrada de llum, a part dels rosetons del frontis.
El sostre de les naus, dividit per set registres que emmarquen estructures quadrades, cerca la imitació de l'enteixinat. A la nau central actualment no hi ha absis; modificat cap als volts de 1970 es va tancar amb la construcció del nou altar major; la part absidal va quedar amb funció de capella i sagristia. L'absis era concebut en el seu sentit més estricte: mitja circumferència, de notables proporcions, tancat per l'altar; l'actual és una composició moderna basada en la barreja de la vidriera, el mosaic i la pintura; aquesta última disciplina, situada al timpà representa el Sant Sopar, l'autor del qual és en Gorgues Gou.
L'interior de l'església dona a l'espectador la sensació d'estar davant una basílica paleocristiana; l'àbsis és l'únic element que distorsiona el conjunt. Les columnes són de pedra picada i provenen del taller de picapedrer Sumalla, d'Arbeca, així com els capitells i els intradós dels arcs.

## Història
L'antiga església de Sant Jaume, d'un gòtic tardà, datava del segle xvii però havia conserva elements gòtics del segle xv, probablement d'un església anterior. Després d'una ampliació va ser reconsagrada el 31 d'octubre de 1897. Era d'una nau i va subir danys considerables durant la Guerra civil. Tenia una imatge de la Puríssima Concepció, obra de Josep Llimona. La part que restà dempeus continuà el culte fins a la inauguració del nou temple.
L'església va ser començada a principi de l'any 1950. El 14 de maig de 1957 l'obra arribava al primer nivell del campanar, el qual va ser coronat i, per tant tot l'edifici acabat el 6 de juny de 1958, encara que a l'interior es va continuar treballant.
La zona que ocupa l'escalinata de l'església, juntament amb la carretera i part de la plaça de l'ajuntament, era el lloc ocupat per la Casa Forta o Castell, reconstruït al segle xvii aprofitant elements antics. Aquesta Casa Forta, tingué funcions d'ajuntament fins a l'any 1950 quan es va enderrocar per construir-hi l'església. L'any 1943, van començar els tràmits amb l'ajuntament per fer una permuta de solars per a la construcció d'una nova església i d'un nou ajuntament (aquest construït al solar de l'antiga església, actual seu de l'ajuntament i plaça de l'ajuntament). La construcció del nou temple en el solar de l'antiga Casa Forta, va suposar una millora urbanística considerable, ja que comportà una alineació recta del camí reial o carretera nacional, car l'antiga construcció (casa forta) sobresortirà considerablement formant un queixal en l'alineació. El 1951, s'estava construït i el 1952 fou la inauguració i construcció de l'escalinata.
El 1973 van començar les obres de la reforma del presbiteri per adaptar-lo a les noves disposicions litúrgiques. El projecte fou redactat per Antoni Gorgues. El 1995 es feu la reforma de les escales laterals exterior i part del baptisteri. Obres fetes per l'església. Picà la pedra Fèlix Martín, picapedrer de La Floresta (Lleida)
L'església arxiprestal apareix des del 1879 dins la diòcesi de Solsona. Fins aquesta data pertanyia a l'arxiprestat de Tàrrega i des del 1987 al de Mollerussa.

### Campanar
El campanar és de base quadrada. Fa 40 metres d'alçadai es va fer amb 100.000 totxos; 40.000 kg de ciment; 250 sacs de calç; 150 m³ de sorra i 1700 kg de ferro. El cost aproximat fou de 400.000 pessetes. Té quatre campanes que són noves, fetes per la foneria Albert Bachert aleshores a Heilbronn, des del 2018 a Neunkirchen a Alemanya. Es diuen Jaume (300kg); Mercè (400kg); Isidori (1200); Rossenda (600kg). Foren beneïdes el 8 de desembre de 1991 pel bisbe de Solsona.
Sota la nau central, antigament hi havia el centre catòlic. Ara és ocupat per Caritas i altres activitats. De l'interior són de destacar la capella del santíssim, la talla de la Mare de Déu de Montserrat i la del Sant Crist, obres de Josep Martí Sabé. El presbiteri fou modificat el 1973.